# Drumul Statal IB10
Drumul Statal IB10, sau Drumul Belgrad-Vatin (înainte de 2013, Magistrala Rutieră M-1.9) este un drum în Serbia, care leagă Belgradul de punctul vamal Vatin-Moravița, de unde intră în România și se continuă ca DN59. Traversând câmpiile Banatului, acesta este în întregime un drum cu 2 benzi, cu excepția unei secțiuni între Borcea și Panciova de 8 km, unde drumul are 4 benzi și este clasificat drept drum expres (brzi put).
Conform unor planuri rutiere, se va construi o autostradă care va porni de la varianta ocolitoare a Belgradului, și va traversa Dunărea, continuând spre Timișoara, de unde se va lega de autostrada românească A1.